# ۸ ماکیان
۸ ماکیان یک ستاره است که در صورت فلکی ماکیان قرار دارد.